# رون كوستيلو
رون كوستيلو (بالإنجليزية: Ron Costello)‏ هو لاعب دوري الرغبي أسترالي، ولد في 1942.